# コージィ城倉
コージィ 城倉（コージィ じょうくら、1963年 - ）は、日本の漫画家、漫画原作者。長野県出身。初期のペンネームはコージィ♡城倉（『おれはキャプテン』開始時に♡を外す）。漫画原作者としてのペンネームは森高 夕次（もりたか ゆうじ）。

## 経歴・人物
長野県赤穂高等学校卒業後、デザイン系専門学校に2年間通う。卒業後はグラフィックデザイナーとして働くが、勤務先の経営不振に危機感を感じて出版各社へ漫画を持ち込み、25歳でスピリッツ賞の佳作となる。1989年に『男と女のおかしなストーリー』でプロデビュー。初期はヤングサンデー、ヤングマガジンなどの青年誌で執筆していたが、週刊少年サンデー連載の『砂漠の野球部』で異彩を放ち、以後、野球漫画を多く手掛けている。2023年現在は、グランドジャンプにて『キャプテン2』を連載中。
その一方、漫画原作者としても『おさなづま』がヒットし、漫画家活動とほぼ並行する形で現在まで続いている。
代表作は『砂漠の野球部』『おれはキャプテン』『ももえのひっぷ』、漫画原作の代表作に『グラゼニ』、『おさなづま』などがある。「グラゼニ」では第37回講談社漫画賞一般部門を受賞した。
東京ヤクルトスワローズのファンで、TBSラジオとヤクルト戦中継が多いニッポン放送を聴いており、『鶴光の噂のゴールデンアワー』のアシスタントだった田中美和子の大ファンで、2013年9月15日の『ニッポン放送ショウアップナイター』にゲスト出演して神宮球場で田中と対面した。

## 作風
- スポーツ根性ものからお色気ラブコメディまで、幅広いジャンルを描いている。特に『トンネル抜けたら三宅坂』や『琴子の道』は『ショー☆バン』を始めとする正統派のスポーツ漫画の原作を担当していたイメージを覆すようなものである。
- 小学館の『少年サンデー』系と講談社の『少年マガジン』系で同時に連載したほか、週刊を3本同時連載した[3]。
- 高校時代まで野球部[4]で捕手[5]をつとめた。
- 原作者名義の「森高夕次」は、影響を受けた梶原一騎の別名「高森朝雄」に倣った[6]。

## 作品リスト

### 漫画
- ぬーやん
- かんとく
- 砂漠の野球部
- すくすく
- U・G・メジャー
- 愛米（ラブコメ）
- プニャリン
- ティーンズブルース
- おれはキャプテン
- おれはキャプテン くたばれ甲子園の章
- Grass Breath（城倉浩司名義）
- エクスパンション・サウスポー
- ももえのひっぷ
- チェイサー
- ロクダイ
- モーニングを作った漫画たち（『週刊モーニング』）
- プレイボール2（原案：ちばあきお）
- キャプテン2（原案：ちばあきお）

### 漫画原作
- 総理を殺せ（絵：阿萬和俊）
- おさなづま（絵：あきやまひでき）
- ショー☆バン（絵：松島幸太朗）
- トンネル抜けたら三宅坂（絵：藤代健（コミックバウンド版）、月子（『ビッグコミックスペリオール』版））
- 琴子の道（絵：松山せいじ）
- ストライプブルー（絵：松島幸太朗）
- グラゼニ シリーズ[7]（絵：足立金太郎（アダチケイジ））
- 湯けむり球児（絵：木下由一）
- 江川と西本（絵：星野泰視）
- あしたのジロー（絵：荒木光）
- ハーラーダービー（絵：水上あきら）
- 4軍くん(仮)（絵：末広光）

### 漫画構成
- ファイ・ブレイン 最期のパズル（原作：矢立肇 絵：上野春生）

## 備考
『週刊少年チャンピオン』（秋田書店）2007年第34号において、森高夕次名義でイラストを描いている。

## アシスタント
- 小林拓己
- 月子[8]